# Orosztony

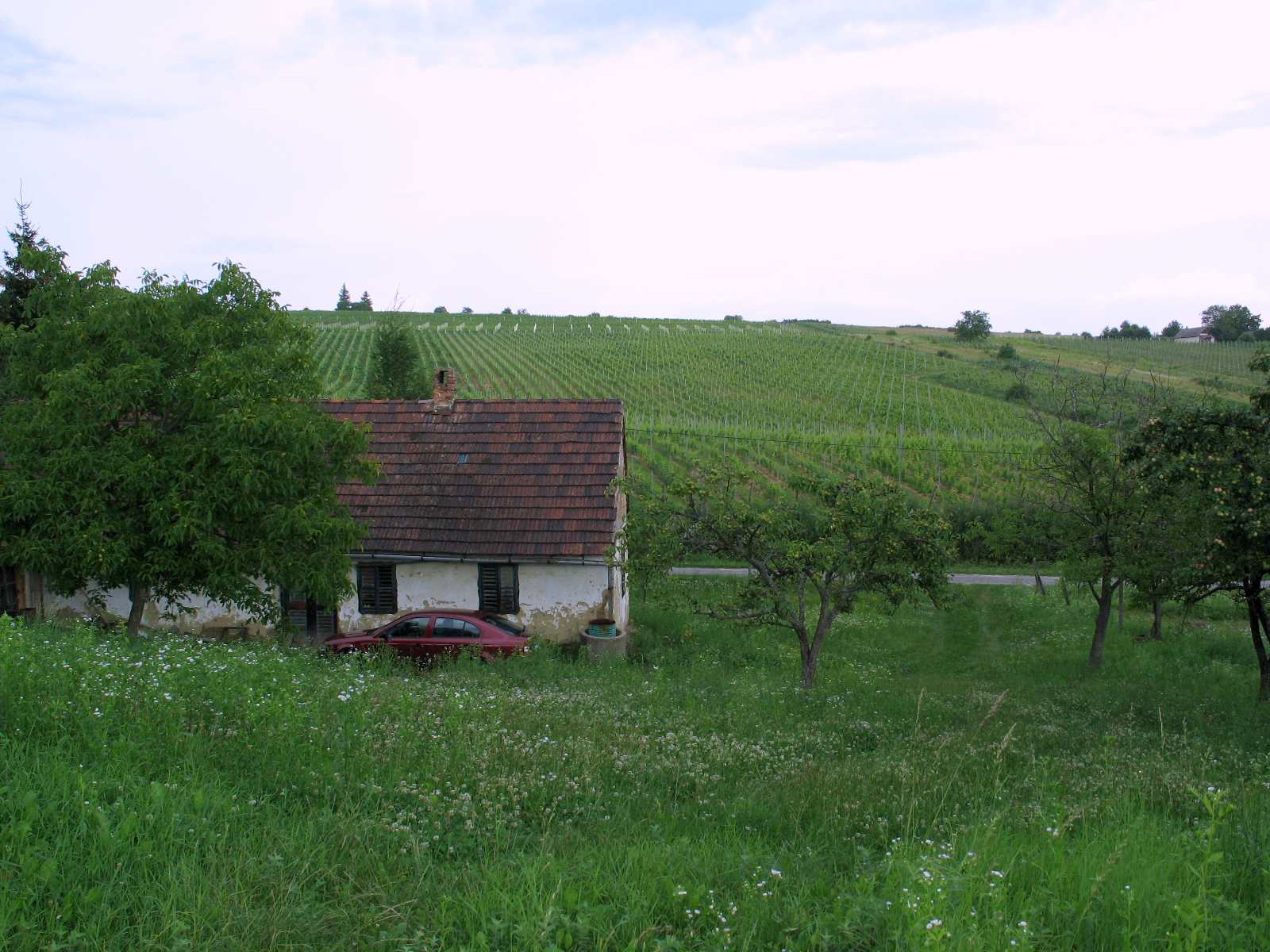
Alter Weinkeller am Weinberg

Orosztony ist eine ungarische Gemeinde im Kreis Nagykanizsa im Komitat Zala.

## Geografische Lage
Orosztony liegt 29 Kilometer südöstlich des Komitatssitzes Zalaegerszeg und 20 Kilometer nordöstlich der Kreisstadt Nagykanizsa. Die höchsten Erhebungen auf dem Gemeindegebiet sind Arany-hegy mit 232 Metern und Öröm-hegy mit 275 Metern. Nachbargemeinden sind Kerecseny, Dióskál und Zalaszabar, Nagyrada, Kisrada und Zalamerénye.

## Geschichte
Ehemals gab es die Ortschaften Alsóorosztony, Felsőorosztony und Baksaháza, die um die Wende zum 20. Jahrhundert zu Orosztony vereinigt wurden. Im Jahr 1913 gab es in der damaligen Kleingemeinde 230 Häuser und 1287 Einwohner auf einer Fläche von 2454 Katastraljochen. Sie gehörte zu dieser Zeit zum Bezirk Pacsa im Komitat Zala. Die Gemeinde ist traditionell landwirtschaftlich geprägt, die Bewohner leben hauptsächlich von Ackerbau, Viehzucht und Weinbau.

## Sehenswürdigkeiten
- György-Thury-Denkmal
- Kruzifixe (Simon-kereszt, erschaffen 1921, Vörös-kereszt, erschaffen 1916)
- Römisch-katholische Kirche Szentháromság, erbaut 1778
- Marienstatue
- Szentháromság-Säule, erschaffen 1893
- Szent-József-Statue, an der Kirche

## Verkehr
Durch Orosztony verläuft die Landstraße Nr. 7525. Es bestehen Busverbindungen über Kerecseny, Kilimán, Gelse und Újudvar nach Nagykanizsa sowie über Zalaszabar und Nagyrada nach Zalakaros. Der nächstgelegene Bahnhof befindet sich südwestlich in Gelse.